# Steven Joyce
Steven Leonard Joyce (New Plymouth, 7 d'abril de 1963) és un polític neozelandès i diputat de la Cambra de Representants de Nova Zelanda des de les eleccions de 2008. És membre del Partit Nacional i forma part del gabinet de John Key.

## Inicis
Joyce va néixer el 7 d'abril de 1963 a New Plymouth. Va anar al Col·legi Memorial Francis Douglas (Francis Douglas Memorial College) de New Plymouth i després aniria a la Universitat Massey. Allí estudiaria veterinària però no fou admès al segon any, al final graduant amb un BSc en zoologia. Mentre estava a la universitat fou presentador en la ràdio estudiantil de la universitat. Després de la universitat Joyce i un grup d'amics van fundar una estació de ràdio pròpia, Energy FM, a New Plymouth. Amb companys de negocis va establir MediaWorks Radio. L'abril de 2001 es va retirar com a gerent de MediaWorks Radio, venent-la a Canwest per 6 milions de dòlars neozelandesos.
Va ser el president del comitè del Partit Nacional que analitzà el resultat del partit en les eleccions de 2002. Joyce i els seus companys van reorganitzar el partit completament l'abril de 2003. Després fou el gerent del partit per a les eleccions de 2005 i 2008.

## Diputat
| Parlament de Nova Zelanda |      |                |        |          |
| Anys                      | Leg. | Circumscripció | Llista | Partit   |
| 2008-2011                 | 49   | Llista         | 16     | Nacional |
| 2011-actualitat           | 50   | Llista         | 13     | Nacional |

En les eleccions de 2008 fou candidat pel Partit Nacional, trobant-se 16è en la llista electoral d'aquest partit. Fou elegit diputat de llista. En les eleccions de 2011 es trobava 13è en la llista del Partit Nacional, sent elegit diputat de llista de nou.

### Ministre
En ser elegit el Partit Nacional en les eleccions de 2008, Joyce fou nomenat ministre pel primer ministre John Key. A partir del 19 de novembre seria Ministre de Transport i Ministre de les Tecnologies de la Informació i la Comunicació, succeint a Annette King i David Cunliffe respectivament.
El 26 de gener de 2010 el primer ministre Key anuncià un canvi en el gabinet. Joyce fou nomenat Ministre d'Educació Terciària, Habilitats i Ocupació, succeint a Anne Tolley.
El Partit Nacional fou reelegit en les eleccions de 2011 i unes setmanes després d'aquestes eleccions Key anuncià un nou gabinet. Joyce cessà de ser Ministre de Transport, sent succeït per Gerry Brownlee, i Ministre de les Tecnologies de la Informació i la Comunicació, succeït per Amy Adams. Key el nomenà Ministre de Desenvolupament Econòmic, succeint a Brownlee, i Ministre de Ciència i Innovació, un nou ministeri. Seguiria el seu càrrec com a Ministre d'Educació Terciària, Habilitats i Ocupació.
En dimitir el Ministre d'Empreses Petites i Ministre de Reforma Regulatòria John Banks el 16 d'octubre de 2013 a causa d'al·legat frau, Joyce fou nomenat pel Primer Ministre John Key com a nou Ministre d'Empreses Petites.

## Vida personal
Està casat amb Suzanne Joyce, tenen dos fills i viuen en una granja a Albany, al nord d'Auckland.